# Église orthodoxe en Afrique sub-saharienne
L'Église orthodoxe est organisée sur une base territoriale et l'Afrique tout entière se trouve dans la juridiction du Patriarcat d'Alexandrie et de toute l'Afrique. Longtemps limitée à l'Égypte, l'Église connait un développement en Afrique subsaharienne depuis la seconde moitié du XXe siècle.

## Organisation de l'Église d'Alexandrie en Afrique sub-saharienne

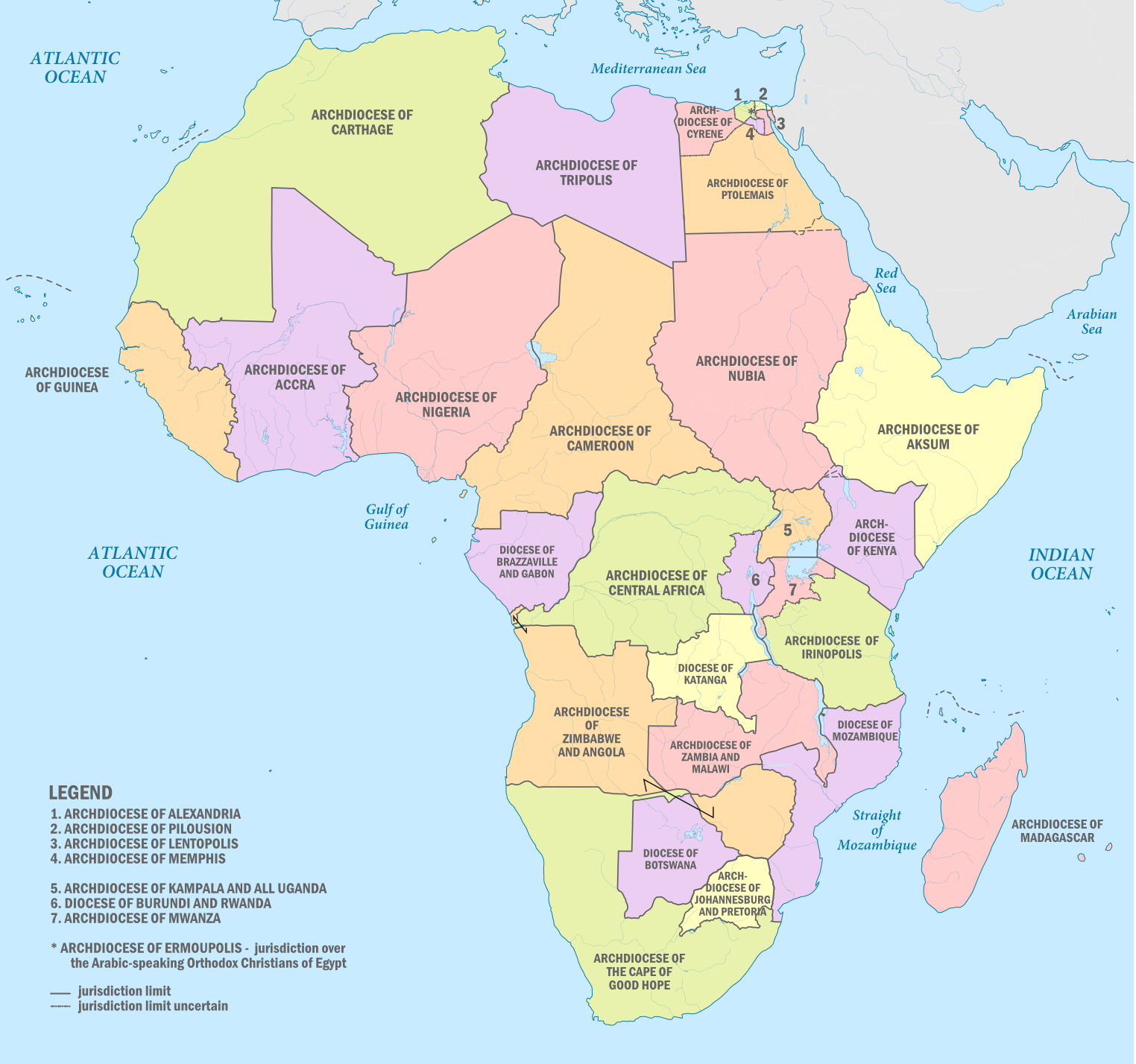
Archidiocèses orthodoxes en Afrique.

L'Église orthodoxe d'Alexandrie et de toute l'Afrique compte en Afrique sub-saharienne les entités suivantes :
Archidiocèse d'Aksoum (siège à Addis-Abeba)
Territoire : Éthiopie, Érythrée, Djibouti, Somalie
Archidiocèse d'Irinoupolis (siège à Dar es Salaam)
Territoire : partie de la Tanzanie, Seychelles
Métropole de Mwanza (siège à Bukoba, Tanzanie)
Territoire : partie de la Tanzanie (Lac Victoria)
Archidiocèse du Kenya (siège à Nairobi)
Territoire : Kenya
Archidiocèse de Kampala et de tout l'Ouganda (siège à Kampala)
Territoire : Ouganda
Archidiocèse de Johannesbourg et Pretoria (siège à Johannesbourg)
Territoire : partie de l'Afrique du Sud
Archidiocèse du Cap de Bonne-Espérance (siège au Cap)
Territoire : partie de l'Afrique du Sud, Namibie, Swaziland, Lesotho
Archidiocèse du Nigéria (siège à Lagos)
Territoire : Nigéria, Bénin, Niger, Togo
Archidiocèse de Khartoum et de tout le Soudan (siège à Khartoum)
Territoire : Soudan
Archidiocèse du Zimbabwe (siège à Harare)
Territoire : Zimbabwe, Angola, Botswana, Malawi, Mozambique, Zambie
- Diocèse du Mozambique
- Diocèse de Zambie

Archidiocèse de l'Afrique centrale (siège à Kinshasa)
Territoire : RD Congo, Congo, Burundi, Rwanda
- Diocèse de Kolwezi

Archidiocèse du Cameroun (siège à Yaoundé)
Territoire : Cameroun, Gabon, République centrafricaine, Guinée équatoriale, Sao Tomé-et-Principe, Tchad
Diocèse du Ghana (siège à Accra)
Territoire : Ghana, Côte d'Ivoire, Liberia, Sierra Leone, Sénégal, Mali, Burkina Faso, Guinée, Guinée-Bissau, Gambie
Diocèse de Madagascar (siège à Tananarive)
Territoire : Madagascar, Maurice, Réunion

## Autres Églises orthodoxes en Afrique sub-saharienne
L'Église orthodoxe de Grèce - Saint-Synode en résistance (vieille-calendariste) est présente au Kenya, en RD Congo, au Congo, en Ouganda et en Afrique du Sud.
La Vraie Église orthodoxe d'Amérique, autre Église vieille-calendariste basée aux États-Unis, est également présente en RD Congo  .
L'Église orthodoxe d'Ukraine est, quant à elle, présente au Cameroun, au Gabon, en RD Congo et en République centrafricaine.